# E poi venne il silenzio
E poi venne il silenzio è un docu-drama del 2010 diretto da Irish Braschi. È stato realizzato per il 65º anniversario dell'eccidio di Sant'Anna di Stazzema (12 agosto 1944), lo stesso episodio storico a cui si è ispirato Spike Lee per il suo film Miracolo a Sant'Anna. E poi venne il silenzio è stato presentato in concorso al Roma Fiction Fest e al Rome independent film festival.

## Trama
Agosto 1944. Sant'Anna di Stazzema è un piccolo paese della Toscana. Una mattina, un gruppo di SS opera un feroce rastrellamento, uccidendone gli abitanti e bruciandone le case. La strage rimane sotto silenzio fino al 1994, quando vengono ritrovati dei fascicoli che la documentano. Ne nasce un processo contro gli ufficiali nazisti. Alle interviste ai superstiti, il documentario alterna delle sequenze di fiction che ricostruiscono gli eventi.